# Viktor Karl Einarsson
Viktor Karl Einarsson (30 gennaio 1997) è un calciatore islandese, centrocampista del Breiðablik.

## Carriera

### Club
Ha vinto la Tweede Divisie con gli olandesi dello Jong AZ Alkmaar, ha giocato nel Superettan ossia la seconda serie del campionato svedese con la maglia dell'IFK Värnamo e nella massima serie del campionato islandese di calcio con il Breiðablik.

### Nazionale
Ha giocato nelle nazionali giovanili islandesi Under-16, Under-17, Under-19 ed Under-21.
Vanta quattro presenze con la nazionale maggiore islandese.

## Palmarès

### Club

#### Competizioni nazionali
- Campionato islandese: 1

Breiðablik: 2022, 2024
- Coppa di Lega islandese: 1

Breiðablik: 2024
- Supercoppa d'Islanda: 1

Breiðablik: 2023
- Tweede Divisie: 1

Jong AZ: 2016-2017